# Курчи (Кјети)
Курчи (итал. Curci) је насеље у Италији у округу Кјети, региону Абруцо.
Према процени из 2011. у насељу је живело 105 становника. Насеље се налази на надморској висини од 156 м.